# 조선의 정치

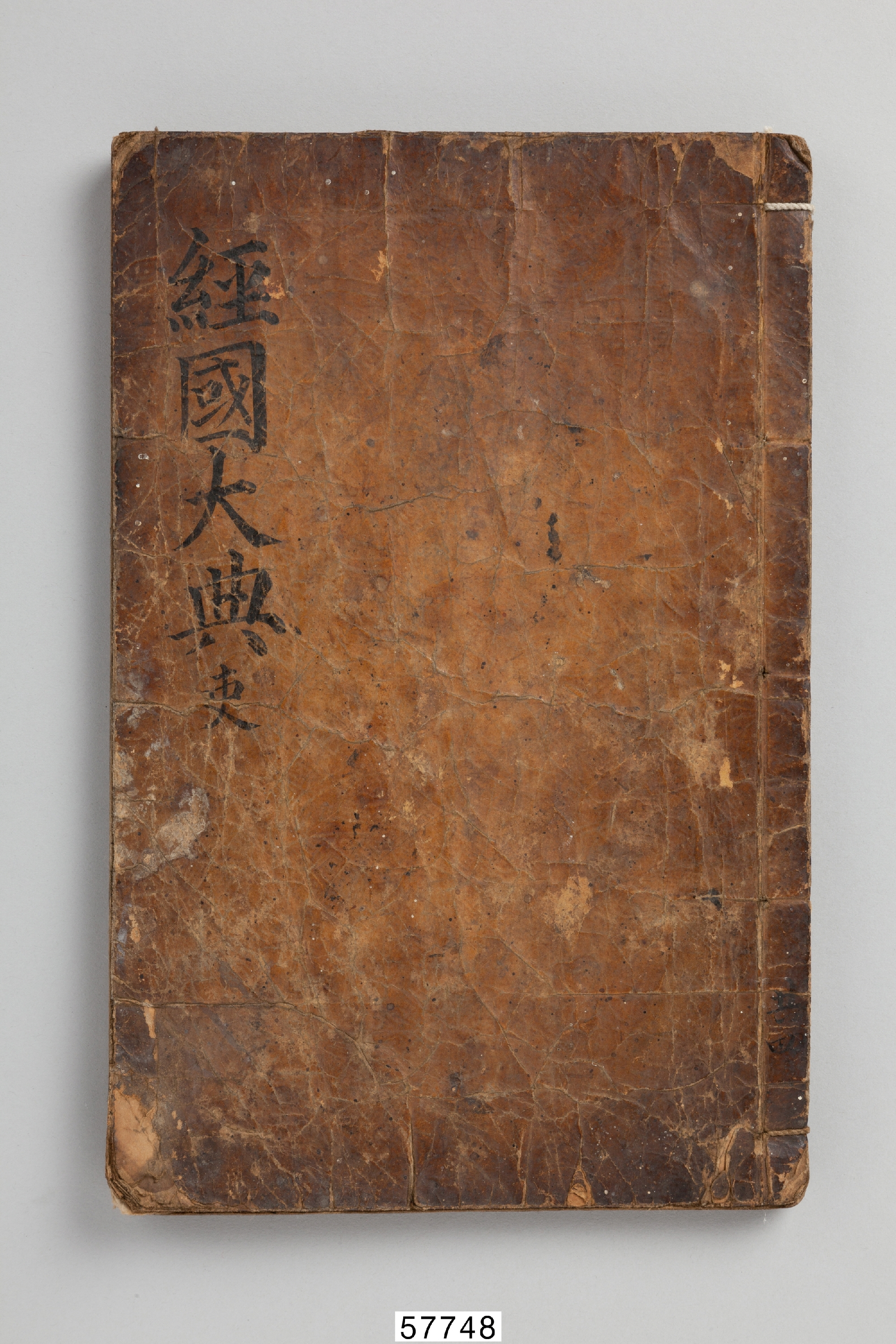
《경국대전》은 조선의 체제를 규정하였다.

조선의 정치는 성리학을 이념으로 하는 중앙집권적인 관료제로 운영되었다. 조선 국왕은 이론적으로 전제 군주였으나 실제에서는 왕권과 신료의 권한이 긴장과 타협 속에서 조정되어 국정에 반영되었다. 조선의 정치 체계와 구조는 《경국대전》으로 집대성되어 관료 체제가 규정되었고 다양한 층위의 논쟁과 갈등 속에 이를 실제적으로 적용하였다. 조선 전기의 주요 갈등은 국왕과 신료들 사이의 권력 형성을 두고 일어났고 중기 이후 사림파의 등장은 붕당 정치의 발전으로 이어졌으며 후기의 호락논쟁과 같이 성리학의 이해에 대한 학문적 차이에서부터 붕당의 인맥과 실제 정치적 쟁점이 뒤섞인 독특한 정치 지형을 만들어내었다.

## 주체
조선은 이론적으로 국왕이 절대적 주권을 지녔다는 점에서 전제군주제의 면모를 보이지만 실제에서는 신료의 영향력이 크게 작용하는 관료제 사회였다. 양반을 기반으로 한 사대부 관료제는 국왕과 신료들의 통치 기구를 통하여 정치적 발언권을 가질 수 있었고 그 체제는 《경국대전》에 의해 규정되었다. 국왕이 절대적인 전제 군주로 존중되었으나 실제로는 신료를 장악하지 못하면 반정이 일어나거나 각종 역모와 반란이 발행하였기 때문에 국왕은 스스로를 절제하는 모습을 보임으로써 신료와 타협하여야 하였다.
양반 관료인 사대부들만이 정치적 의사 결정에 참여할 수 있다는 점에서 조선의 정치는 신분제의 틀 안에서 작동하였다. 그러나 이 제도에 포함되지 않은 사람들도 일정한 발언권을 행사하였는데 신문고를 통해 억울한 사정을 알리는 경우나 왕의 행차에 나타나 징과 꽹과리를 두드리며 억울함을 호소하는 격쟁 등의 방법을 사용하는 경우가 있었다. 때로는 길거리에 자신들의 주장을 써 붙이는 벽서 등의 방법도 동원되었고 극단적인 경우에는 민란이 일어나기도 하였다.
몇 가지 방법이 있다 하더라도 사대부 층을 제외한 다른 이들의 의견 표출은 정상적인 제도를 통하기 어려웠다. 특히 노비가 자신의 주인을 대상으로 소송하는 것은 윗사람을 능멸하는 강상죄로 보아 금지하였다. 이와 같은 이유로 지방의 향리나 백성이 파견된 수령을 대상으로 고발하는 것도 금지되었다.

### 왕권과 신권

조선 국왕은 이론적으로 전제 군주였으나 실제 정치의 운영은 신료들의 관료제로서 이루어졌다.

조선은 건국부터 정도전을 비롯한 신진사대부에 의해 주도되어 왕권에 대한 견제와 재상권의 주도가 두드러진 가운데 이루어졌다.:19-20 조선의 국왕은 여러 차례 왕권의 강화를 도모하였으나 신료들과 적당한 선에서 타협하여야만 하였다. 왕자의 난은 정종을 앞세운 정도전의 재상권 우선 사상과 왕의 직접 통치를 이루고자 한 태종의 충돌이었으며:20 이후 세조의 찬위 역시 비슷한 충돌의 성격이 있다. 조선은 전기와 중기, 후기에 따라 각각의 정치 쟁점과 지형이 변화를 겪었으나 왕권과 신권의 긴장과 타협은 지속적인 정치의 주요 원동력 가운데 하나였다.
중종반정과 인조반정은 신료의 도움을 받은 가운데 국왕을 축출하고 새로운 국왕을 추대한 사건으로 국왕의 입장에서는 정국의 안정을 위해 반정공신의 협력을 구해야 하였고 이는 왕권의 약화로 이어졌다. 왕권의 약화는 붕당의 출현과 붕당 정치가 이루어지는 배경의 하나가 되었다. 조선 중기 이후 왕권은 초기에 비해 상당히 약화되어 조선은 군주의 권력이 약하고 신하의 발언권이 강하다는 군약신강이 언급된다. 왕권의 약화가 곧 국가의 위기를 의미하지는 않는다. 각종 사화와 옥사, 반정과 전쟁이 거듭되는 속에서도 조선은 비교적 안정적인 국가 운영을 이어나갔다. 오히려 붕당 정치는 정치 참여 세력의 이해를 조정하여 보다 큰 파국을 미연에 막는 효과가 있었다. 본질적으로 붕당의 갈등은 신료들 사이의 것으로 국왕은 오히려 붕당 사이의 조정자를 자처할 수 있었다.

### 붕당
조선 중기 이후 사림파가 정치의 중심에 들어서며 붕당이 형성되며 붕당 정치가 발달하였다. 초기에는 이른바 훈구파와 경쟁하였던 사림파는 몇 차례의 사화를 겪으며 위기를 맞기도 하였으나 결국 훈구파를 퇴출시키고 조선 정치의 핵심 세력으로 등장하였다. 붕당은 동인과 서인의 분화로 촉발되어 이후 남인, 북인, 노론, 소론 등이로 분화되었고 영조 시기 사도세자의 죽음을 두고 벽파와 시파가 생기기도 하였다.
동인과 서인이 갈라선 붕당의 발생은 조정의 요직을 둘러싼 인사권의 장악이 표면적 이유였으나, 양반 계층의 인구 증가에 비해 관직의 수가 고정되어 있는 현실과 각종 정책의 시행에서의 대립 등이 배경에 있었다. 한편 이러한 붕당 정치의 발생에는 지속적인 왕권의 약화가 하나의 원인이 되었다. 반정을 통해 추대된 왕의 경우 반정공신의 영향력을 무시하기 어려웠고 임진왜란과 정묘호란, 병자호란을 거치면서는 민심의 이반을 달래기 위해서라도 신료와 타협할 수 밖에 없었기 때문이다.
조선 중기 이후 국왕의 주요 정치적 역할은 이들 붕당과 적절한 긴장과 타협을 통해 정책을 조율하는 것이었다. 숙종의 환국정치나 영조, 정조 시기의 탕평책 등은 모두 이를 위한 전략이었다. 조선 시기 붕당에 대한 견해는 초기에 오로지 군주와 신하만 있을 뿐이라며 부정적인 반응이 주류였으나 후기에는 군자당과 소인당의 구분을 두며 붕당의 형성을 합리화하였다.
조선 말 세도정치가 등장하며 붕당은 정치적 의미를 상실하게 된다. 붕당 정치를 당쟁으로 표현하는 후대의 박한 평가와 달리 붕당 정치의 기반이 상실되고 세도정치가 들어서자 조선은 원래 지니고 있던 각종 모순적 문제에 대해 적극적인 대응을 할 수 없는 지경에 이르렀다.

### 백성
정도전의 《조선경국전》은 “대저 군주는 백성에 의존한다”고 하며 국가의 근간이 백성임을 밝혔고 성리학의 기본 이념 역시 백성의 교화를 통한 덕치에 있었으나 실제 정치의 운영에서 백성은 의사결정의 주체가 될 수 없었다. 이런 점에서 조선은 관료 집단이 정치를 독점한 전제적 사회로 평가될 수 있으나, 현실은 그 보다 복잡하여 다양한 공론(公論)이 관료제의 사이를 스며들어 영향을 주었다. 공론의 주체는 주로 산림으로 불린 재야의 유학자들이었으나 조선 후기 신분제에 균열이 일어나 상당수의 상민이 양반으로 변화하면서 이들의 자치 조직인 계나 향약 등을 통한 의견도 정치적 힘을 지닐 수 있었다. 물론 조선은 근대 서구와 같은 시민사회가 형성될 수 없는 사회 구조를 가지고 있었으나 지배층에 의한 일방적 전제 정치만이 이루어진 것으로 보기는 어렵다.
조선 초부터 있었던 신문고 등의 제도는 백성의 억울함을 듣는다는 취지였으나 실제로는 신료들의 비리를 탄핵하여 왕권 강화를 도모하는 수단으로 쓰이기 일쑤였다. 조선 후기에 들면 왕의 행차에서 직접 호소하는 격쟁이 의사 표현의 도구로 사용되었는데 영조가 격쟁을 적법한 절차로 인정한 이래 실제 의사 표현의 수단으로 드물지 않게 사용되었다. 정조 시기와 순조 시기의 격쟁 내용을 보면 승려가 세금 감면을 요구하거나 양반이니 군역에서 빼 달라는 요구, 혼인 약속을 지키게 해 달라는 요구 등이 있었다.
백성들의 요구를 받아들이는 제도가 있다고 하더라도 의사결정은 관료제 내의 신료들 사이에서 이루어졌기 때문에 제도 안에서 모든 요구를 해소하는 것은 애초부터 불가능하였다. 백성들은 익명의 벽서를 써서 길거리에 붙이거나 극단적인 경우엔 민란을 일으키기도 하였다. 민란의 목적은 억울함의 해소였기 때문에 중앙정부가 안찰사 등을 파견하면 민란의 대표인 장두는 요구 사항을 전달하고 난을 일으킨 책임을 지는 경우가 많았다. 임술농민봉기의 민란 전개 과정을 보면 백성들이 기존의 자치적 조직인 향회를 봉기 이후 의사결정 조직으로 활용하였음을 보여준다.

## 이념
조선의 공식적 이념은 유교의 한 갈래인 성리학이었다. 성리학만이 올바른 "도학"(道學)으로 취급되어 조선 개국 초부터 국왕도 경연을 통하여 경전이 제시하는 이념과 실제 정치 사례를 연결하는 강연에 참석하여야 하였으며 훈고학, 양명학과 같은 유학의 다른 갈래 마저도 배척되었다. 조선 후기에 들어 실학과 같은 새로운 흐름에서 양명학을 긍정적으로 재검토하기는 하였으나 공식적 체제 담론의 형성에는 이르지 못하였다. 성리학에 반하는 삿된 이념이라는 비난을 받으면 사문난적으로 취급되어 실제 정치적 활동에서 배재되기도 하였다.
따라서 조선의 정치 이론 논쟁은 성리학을 기본적 진리로 인정하는 가운데 분화하여 학문적 분파와 정치적 붕당이 연결되는 양상을 보였다. 특히 주리파와 남인, 주기파와 서인의 관계에서 이러한 양상이 두드러졌다. 조선 후기의 대표적 논쟁인 호락논쟁 역시 이와 비슷한 학문적 견해와 붕당의 연결을 보인다.

## 제도

### 경국대전
조선의 태조 이성계는 형식상 국대비 왕씨의 교서에 의해 공양왕을 폐위하고 선양을 받아 고려의 국왕으로 즉위하였다.  조선이라는 국호는 이후 명나라와 조율을 통하여 정한 것이다. 이미 공민왕 시기부터 고려의 신진사대부는 권문세족에 대항하여 고려의 제도를 혁파하고 있었고, 조선 개국이후 정도전은 《조선경국전》을 저술하여 성리학을 이념으로 하는 국가 운영 제도를 설명한 바 있으나, 개국 초의 제도는 여전히 고려의 영향이 강할 수 밖에 없었다. 태조에서 태종 초기까지 정치적 의사결정은 의정부를 통하여 이루어졌으며 이 역시 고려 상서성 제도의 연장으로 이해될 수 있다. 이러한 상황이 변화를 맞이한 것은 태종의 왕권 강화 시도로 이루어진 육조 직계제였다. 이후 각종 제도의 정비에 대한 논의가 세조 시기까지 이어졌고 성종에 이르러 《경국대전》이 시행되기에 이르렀다. 이후 조선은 《속대전》이나 《대전회통》등을 통하여 변화한 시대상에 맞게 《경국대전》을 보강하기는 하였으나 갑오경장에 이르기까지 《경국대전》을 기본적 체제 질서로 삼았다.

### 관료제

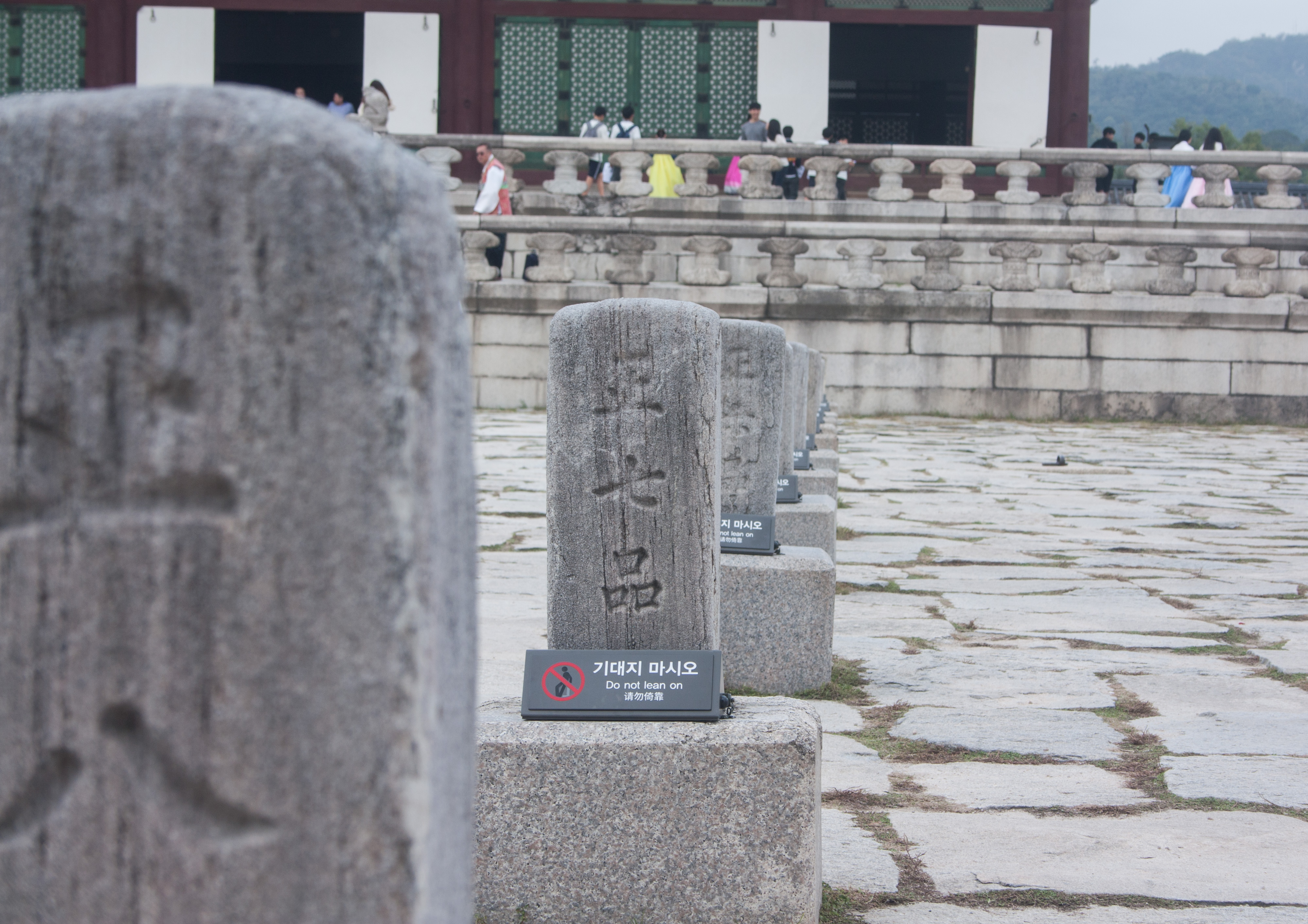
근정전의 품계석

조선의 정치는 신료의 관료제를 바탕으로 이루어졌다. 관료는 과거제를 통해 선발하는 것이 원칙이었으나 음서나 천거제도 관료 등용의 수단으로 이용되었다. 관료에는 문반과 무반이 있어 무반의 시험에는 무예를 직접 선보이는 시험이 함께 치러졌다. 양반은 문반과 무반을 아울러 부르던 말이 신분 계급을 가리키는 말로 굳은 것이다.

#### 과거
조선의 과거 제도는 문과, 무과, 잡과로 이루어져 있었다. 문과는 다시 생원과 진사를 선발하는 소과와 관료를 선발하는 대과로 구분하였다. 무과는 따로 생원과 진사에 해당하는 예비 시험이 없이 바로 본과를 보았는데 시험 시기는 문과의 대과에 맞추었다. 정기적인 대과는 3년에 한 번씩 열리는 식년시였고 이외에 다양한 부정기적인 과거가 실시되었다.
문반의 경우 제일 처음 통과하여야 하는 시험은 초시였다. 초시에 합격하면 생원시와 진사시를 치를 자격이 주어졌다. 조선 초기에는 생원과 진사의 우열이 없었으나 후기에 들면 생원시에 합격한 뒤 진사시를 보는 것이 관례로 굳었다. 생원시의 주요 시험 항목은 유교의 경전을 얼마나 이해하고 있는가 하는 것이었고 진사시는 주어진 현안에 대한 논술을 다뤘다.  각각의 시험에 합격한 사람은 관례적으로 초시, 생원, 진사 등으로 호칭하여 우대하였는데 이들은 지역의 명망있는 유지로서 행세하였다.
대과는 생원·진사시에 합격한 후 성균관에서 일정 기간 이상 공부하여야 자격을 주는 것이 원칙이었으나 조선 초기부터 이미 그렇지 않은 경우에도 대과에 응시할 수 있었기 때문에 이러한 규정은 유명무실하게 되었다.  조선 초기에는 의도적으로 성균관의 육성을 시도하였으나 점차 성균관은 달리 학벌이 없는 지방 유생들이 가는 곳이란 인식이 굳어졌다. 조선 초 200 명이 정원이었으나 임진왜란과 병자호란을 거치면서 아예 유생이 한명도 없던 시기를 거치고 조선 후기에 정원이 75명으로 줄었으나 그 마저도 늘 예산이 부족하였다. 그러나 대과의 집행은 여전히 성균관의 역할이었기에 과거 시기가 되면 성균관 인근의 반촌은 시험을 치르기 위해 온 유생들로 북적였다. 성균관에서 수학하거나 과거를 치르기 위해 온 유생들은 성균관의 공노비였던 반인들의 집에 기숙하였다.:112-116, 144-145, 150-153
대과를 치러 합격한 급제자는 관료로 임명될 자격이 주어졌다. 그러나 급제자에 비해 실제 관직의 수가 매우 적었기 때문에 실제 임용에는 많은 시일이 소요되었고 때로는 평생 임용되지 않는 경우도 많았다. 대과 급제자의 임용은 장원급제자의 경우 종6품을 주었고 그 이하에 대해서는 이조에서 배분하였다.
조선은 진사를 비롯한 과거 합격자의 수를 지방에 나누어 할당하였는데 평안도와 함경도의 경우 인구에 비해 그 수가 극히 적었기 때문에 "북부에는 양반이 없다"는 소리가 있을 지경이었고 특히 평안도 지역을 일컫는 서북 차별은 조선 후기 사회 문제가 되었다.
무과는 초기에는 병법 이론과 무예 실기를 시험과목으로 두었는데 조선 후기가 되면 무반 역시 유교적 이론을 알아야 한다는 이유로 경서에 대한 시험을 추가하였다. 식년시가 열리는 전 해 가을에 무예를 시험하는 초시가 먼저 열리고 식년시에는 초시 합격자를 모아 이론과 실기를 보았다. 무과에는 딱히 시험 응시 자격에 제한이 없어 천민이라 해도 응시할 수 있었으나 실제로는 양반들이 주로 응시하였다. 무과의 합격 정원은 28명이었으나 여러 이유로 그 보다 훨씬 많은 합격자를 뽑았다.
조선은 상당수의 지방 행정조직이 무반에게 할당되어 있음에도 실제로는 문반의 인재를 등용할 만큼 문반을 더 중하게 여겼다. 무반은 여전히 양반의 일원으로서 지배층의 입장에 있었지만 급제하여도 실제 등용되기 보다 과거 급제자인 선달로서 지역에서 영향력을 행사하는 경우가 점차 늘었다. 문반과 무반 사이에 획일적인 차등이 존재하지는 않았지만 조선은 문반을 우선시하는 관료제를 운영하였다. 문반의 최고 품계는 정1품의 대광보국숭록대부로 의정부를 이루는 영의정 및 우의정, 좌의정에 이르나 무반의 최고 품계는 당상관 말단인 정3품 절충장군이었다.
문무반과 달리 잡과는 각종 실무적 필요에 의해 선발하는 과거 제도였다. 역관이나 의관, 천문관 등이 잡과의 대상이었다. 이들은 점차 별도의 사회 계층을 형성하여 중인의 주요 구성원이 되었다. 양반의 과거 합격자가 주요 문벌 가문에 집중된 것과 같이 잡과의 합격도 조선 중기 이후 20여 씨족이 전체 합격자의 과반을 차지하게 되어 독점 현상을 확인할 수 있다.

#### 품계와 승급
과거나 다른 경로를 통해 관료로 등용된 신료에게는 종9품에서 정1품까지의 품계가 주어졌다. 정품과 종품을 합하여 모두 18 단계로 구성된 품계는 다시 정3품 이상의 당상관과 그 아래의 당하관으로 나뉘었다. 당상관은 조의(朝議)에서 당상에 있는 의자인 교의(交椅)에 앉을 수 있는 품계를 말한다.
한편 수도인 서울에서 근무하면 경관직이라 불렀고, 지방으로 임명되었다면 외관직으로 불렀다. 경관직은 의정부와 육조를 중심으로 그밖에 여러 관직이 있으며, 외관직은 지방 행정 구역에 따라 정해졌다.당상관을 비롯한 몇몇 관직을 제외한 경관직과 외관직은 모두 임기가 정해져 있었다. 경관직의 경우 6품은 900 일, 7품은 450 일이 지나면 승진하여 전보하였고 외관직은 현, 군 등의 수령의 경우 최대 5년, 각 도의 감찰사 등은 1년을 임기로 하였다. 조선의 하위 관료 가운데 상당수는 국가가 별도로 녹봉을 지급하지 않는 무록관이었는데 이들의 경우도 1년이 지나면 녹봉을 받는 직급으로 승진하는 것이 원칙이었다.

### 통치 기구

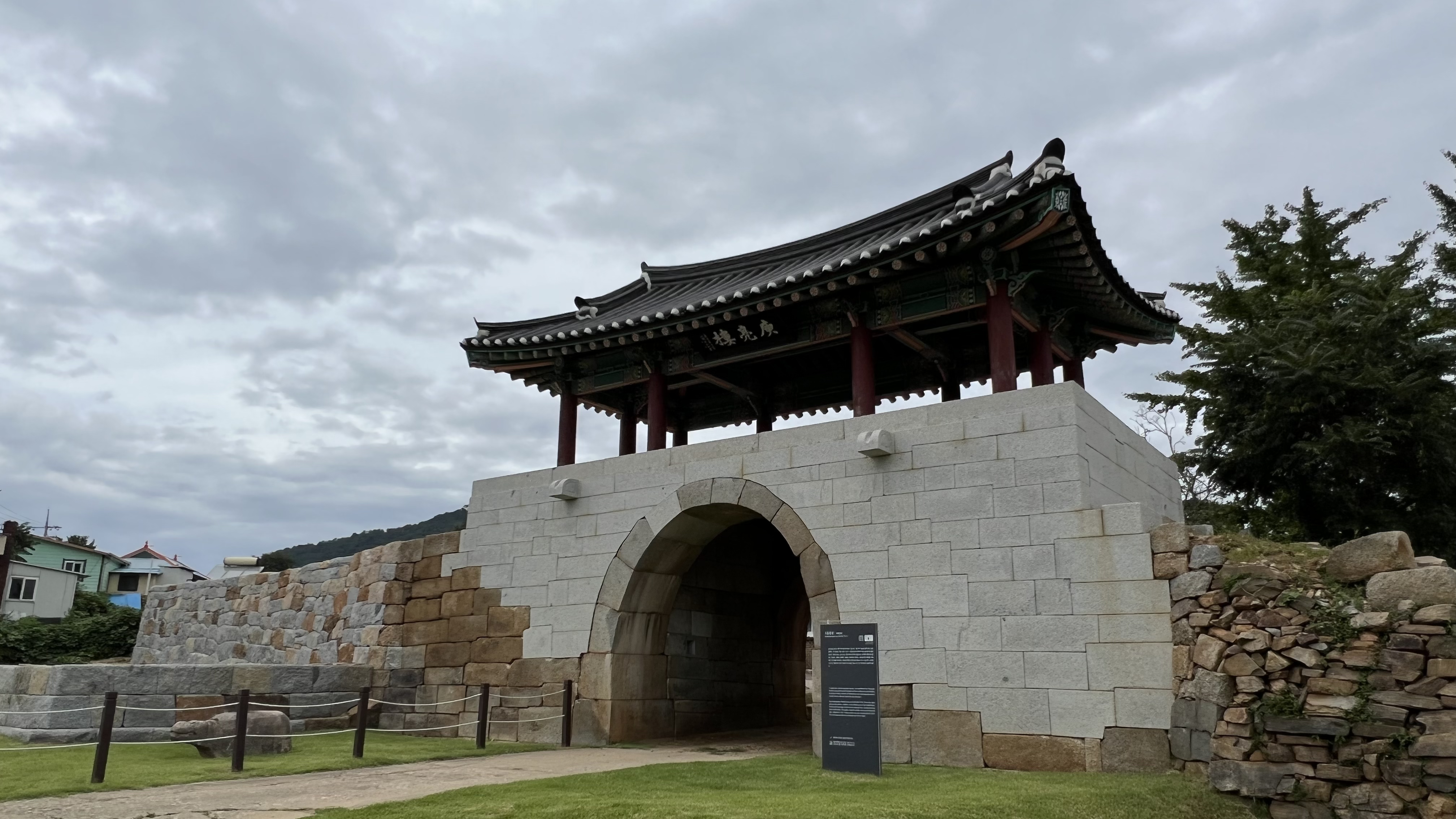
교동도의 교동읍성 남루. 경기수영 수군절도사의 감영이었다.

조선의 통치 기구는 국왕을 정점으로 지역의 향리에 이르기까지 촘촘하게 구성되어 있었다. 통치기구는 서울과 지방을 나누어 경관직과 외관직으로 구분할 수 있고 수행 임무에 따라 국왕의 직할 부서, 의정부 관할 부서, 지방 행정 부서로 구분할 수 있다.
조선 국왕의 직할 부서에는 왕족과 외척, 공신 등을 관할하는 종친부. 돈녕부, 충훈부, 의빈부와 왕명을 출납하는 비서 기관인 승정원, 병권의 출납을 담당하는 중추부, 사법 집행 기구인 의금부, 중앙 상비군인 오위도총부와 훈련도감, 국왕의 근위대인 내금위와 겸사복, 간쟁 부서인 사헌부와 사간원, 왕립 도서관인 규장각 등이 배속되었다.
각각의 실무 부서인 육조는 이조, 호조, 예조, 병조, 형조, 공조로 이루어져 있으며 상급 기관으로 의정부를 두었다.
조선의 지방 행정 구역은 팔도로 구분하여 관찰사를 두었고 특별히 군사 전략적 가치가 크거나 행적적 중요성이 큰 지역은 도호부를 설치하여 따로 관리하였다. 특히 강화도는 전란이 발생할 경우 임금의 우선적인 피난처로 여겨져 각별히 관리하기도 하였다.
|                                                                       |                                                                       | | | | |                                                                             |                                                                             |                     |                     |                                                                         |                                                                         | |      |  |      |      |  |  |
|                                                                       |                                                                       | | | | | 국왕                                                                        |                                                                             |                     |                     |                                                                         |                                                                         | |      |  |      |      |  |  |
|                                                                       |                                                                       | | | | |                                                                             |                                                                             |                     |                     |                                                                         |                                                                         | |      |  |      |      |  |  |
|                                                                       | 종친부                                                                | 종친부 | | | |                                                                             |                                                                             |                     |                     |                                                                         | 경연                                                                    | 경연 |      |  |      |      |  |  |
| 돈녕부                                                                |                                                                       | | | | |                                                                             |                                                                             |                     |                     |                                                                         | 경연                                                                    | 경연 |      |  |      |      |  |  |
| 충훈부                                                                |                                                                       | | | | |                                                                             |                                                                             |                     |                     |                                                                         |                                                                         | |      |  |      |      |  |  |
| 의빈부                                                                | 의빈부                                                                | | 의금부 | 의금부 | |                                                                             | 승정원                                                                      | 승정원              |                     |                                                                         |                                                                         | |      |  |      |      |  |  |
| 중추부                                                                |                                                                       | | 의금부 | 의금부 | |                                                                             | 승정원                                                                      | 승정원              |                     |                                                                         |                                                                         | |      |  |      |      |  |  |
|                                                                       |                                                                       | | | | |                                                                             |                                                                             |                     |                     |                                                                         |                                                                         | 지방 행정 조직 - 한성부 : 정2품 판윤 (경관직으로 취급) - 개성부 : 종2품 유수 - 각 도 감영 : 종2품 관찰사 - 각 도호부 : 종2품 부윤 - 각 도 군영 병영 병마절도사 수영 수군절도사 |      |  |      |      |  |  |
| 사헌부                                                                | 사헌부                                                                | | | 사간원 | 사간원 |                                                                             |                                                                             |                     |                     |                                                                         |                                                                         | |      |  |      |      |  |  |
| 사헌부                                                                | 사헌부                                                                | | | 사간원 | 사간원 |                                                                             |                                                                             |                     |                     |                                                                         |                                                                         | |      |  |      |      |  |  |
|                                                                       |                                                                       | | | | |                                                                             |                                                                             |                     |                     |                                                                         |                                                                         | |      |  |      |      |  |  |
| 내금위                                                                | 내금위                                                                | | | 오위도총부 | 오위도총부 |                                                                             |                                                                             |                     |                     |                                                                         |                                                                         | |      |  |      |      |  |  |
| 겸사복                                                                |                                                                       | | | 오위도총부 | 오위도총부 |                                                                             |                                                                             |                     |                     |                                                                         |                                                                         | |      |  |      |      |  |  |
|                                                                       |                                                                       | | | | |                                                                             |                                                                             |                     |                     |                                                                         |                                                                         | |      |  |      |      |  |  |
|                                                                       |                                                                       | | | | |                                                                             |                                                                             |                     |                     |                                                                         |                                                                         | |      |  |      |      |  |  |
|                                                                       | 의정부                                                                | | | | |                                                                             |                                                                             |                     |                     |                                                                         |                                                                         | |      |  |      |      |  |  |
|                                                                       |                                                                       | | | | |                                                                             |                                                                             |                     |                     |                                                                         |                                                                         | |      |  |      |      |  |  |
|                                                                       |                                                                       | | | | |                                                                             |                                                                             |                     |                     |                                                                         |                                                                         | |      |  |      |      |  |  |
| 이조                                                                  | 이조                                                                  | | 호조 | 호조 | | 예조                                                                        | 예조                                                                        |                     | 병조                | 병조                                                                    |                                                                         | 형조 | 형조 |  | 공조 | 공조 |  |  |
| ・ 충익부 ・ 내시부 ・ 상서원 ・ 종부시 ・ 사옹원 ・ 내수사 ・ 액정서 | ・ 충익부 ・ 내시부 ・ 상서원 ・ 종부시 ・ 사옹원 ・ 내수사 ・ 액정서 | ・ 내자시 ・ 내섬시 ・ 사도시 ・ 사섬시 ・ 군자감 ・ 제용감 ・ 사재감 ・ 풍저창 ・ 광흥창 ・ 전함사 ・ 평시서 ・ 사온서 ・ 의영고 ・ 장흥고 ・ 사포서 ・ 양현고 ・ 오부 | ・ 내자시 ・ 내섬시 ・ 사도시 ・ 사섬시 ・ 군자감 ・ 제용감 ・ 사재감 ・ 풍저창 ・ 광흥창 ・ 전함사 ・ 평시서 ・ 사온서 ・ 의영고 ・ 장흥고 ・ 사포서 ・ 양현고 ・ 오부 | ・ 홍문관 ・ 예문관 ・ 성균관 ・ 춘추관 ・ 승문원 ・ 통례원 ・ 봉상시 ・ 교서관 ・ 내의원 ・ 예빈시 ・ 장악원 ・ 관상감 ・ 전의감 ・ 사역원 ・ 세자시강원 ・ 종학 ・ 소격서 ・ 종묘서 ・ 사직서 ・ 빙고 ・ 전생서 ・ 사축서 ・ 혜민서 ・ 도화서 ・ 활인서 ・ 귀후서 ・ 사학 ・ 문소전 ・ 연은전 ・ 경기 능전 | ・ 홍문관 ・ 예문관 ・ 성균관 ・ 춘추관 ・ 승문원 ・ 통례원 ・ 봉상시 ・ 교서관 ・ 내의원 ・ 예빈시 ・ 장악원 ・ 관상감 ・ 전의감 ・ 사역원 ・ 세자시강원 ・ 종학 ・ 소격서 ・ 종묘서 ・ 사직서 ・ 빙고 ・ 전생서 ・ 사축서 ・ 혜민서 ・ 도화서 ・ 활인서 ・ 귀후서 ・ 사학 ・ 문소전 ・ 연은전 ・ 경기 능전 | ・ 오위 ・ 훈련원 ・ 사복시 ・ 군기시 ・ 전설사 ・ 세자익위사 ・ 세손위종사 | ・ 오위 ・ 훈련원 ・ 사복시 ・ 군기시 ・ 전설사 ・ 세자익위사 ・ 세손위종사 | ・ 장례원 ・ 전옥서 | ・ 장례원 ・ 전옥서 | ・ 상의원 ・ 선공감 ・ 수성금화사 ・ 전연사 ・ 장원서 ・ 조지서 ・ 와서 | ・ 상의원 ・ 선공감 ・ 수성금화사 ・ 전연사 ・ 장원서 ・ 조지서 ・ 와서 | |      |  |      |      |  |  |

### 제도의 변화

#### 조선 초기
태조가 왕위에 오른 직후에 공포한 관제는 고려시대와 동일하여, 중앙의 최고 정무(政務)는 도평의사사(都評議使司)·문하부(門下附)·삼사·중추원(中樞院) 등이 담당하였으며, 육조(六曹)는 실무를 집행하는 기관에 불과하여 뒤에 비하면 그 권한이 훨씬 미약하였다. 그러다가 1400년(정종 2)에는 조선건국 이후 처음으로 관제개혁이 단행되어서, 도평의사사는 의정부로 고쳤으며, 중추원의 군사권은 삼군부(三軍府)에 합하고, 왕명출납의 권한은 승정원을 새로 두어 맡게 하였다. 또 삼군부의 직을 가진 사람은 의정부의 직위를 겸직하지 못하게 함으로써 정치와 군사의 분리를 꾀하기도 하였다.
그 이듬해인 1401년(태종 1)에는 문하부를 폐하여 의정부에 합치고, 문하부의 낭사(郎舍)가 맡고 있던 간쟁(諫諍)의 권한은 따로 사간원을 신설, 담당케 하니 사헌부과 아울러 대간(臺諫)의 임무를 맡게 되었으며, 삼사를 사평부(司評府), 삼군부를 승추부(承樞府)로 개칭하였고, 예문춘추관(藝文春秋館)을 예문관과 춘추관으로 나누었다.
1405년(태종 5)에는 다시 관제의 대개혁을 행하여, 사평부를 폐하고 그 사무는 호조(戶曹)에 합치며 중추원의 후신(後身)으로 다시 군기(軍機)와 왕명출납을 아울러 담당하던 중추부를 없애고 군기에 관한 사무는 병조(兵曹)에 넘기고, 왕명출납에 대한 것은 대언(代言)을 더 설치하여 이를 맡아보게 하였다.
이와 같이 고려 이래의 최고행정기관은 도평의사사와 문하부의 권력을 합쳐 계승한 의정부만을 남기고 모두 없어지게 됨으로써 의정부는 백관(百官)과 서정(庶政)을 총리하고 유일한 최고기관으로서의 성격이 뚜렷이 나타나게 되었다.
한편 이때까지 인사행정권과 보새부신(寶璽符信)을 아울러 맡아오던 상서사(尙瑞司)에서 이조(吏曹)와 병조에 인사행정권을 넘기는 등, 육조의 권한을 확대시키는 동시에 종래에는 단순히 집행기관에 불과했던 육조를 강화하여 육조의 전서(典書)·의랑(議郞)을 각각 판서(判書)·참의(參議)로 개칭 승격시켜 국정에 직접 참여케 하는 한편 육조의 사무분장에 대한 규정을 마련하여 각 아문(衙門)을 이에 분속(分屬), 행정사무는 모두 육조에서 맡아 다스리게 되었다. 중앙의 각 아문(衙門)은 태조 초에 이미 약 80개나 되었으며, 뒤에 더욱 그 수가 증가하였던 것을 이때에 그 아문의 대부분을 직능(職能)에 따라 육조에 각각 소속시켰지만, 이 아문들에도 대개는 당상관(堂上官)으로서 제조(提調)를 임명하여 형식적으로는 임금에 직결되는 형태를 취하였다.
1409년(태종 9)에는 왕족이나 외척으로서 정치에 관여하는 일이 없도록 하기 위하여 돈령부(敦寧府)를 설치, 별도로 대우하였으며, 뒤에는 부마부(駙馬府) 등의 관청도 두게 되었다. 그리고 1414년(태종 14)에는 행정사무를 일단 의정부에서 논의하던 제도를 없애고 국가의 중대한 사건이 아니면 의정부를 거치지 않고 육조에서 직계(直啓)하도록 정하였다. 이리하여 육조의 권한이 커지자, 1418년(태종 18)에는 좌의정(左議政)이 이(伊)·예(禮)·병(兵) 조(曹)를, 우의정은 호(戶)·형(刑)·공(工) 조(曹)의 나머지 3조를 관할하게 하였으나 육조의 권한은 여전히 커서 국사를 의정부의 회의 없이 육조에서 독자적으로 처리하는 수가 많았다.
그러다가 1436년(세종 18)에는 육조의 사무를 의정부에 보고하여, 회의한 뒤에 상주(上奏)하도록 하였다. 한편 1466년(세조 12)의 대대적인 관제개혁 이후 《경국대전》이 이루어지면서 관제도 대략 고정되었다. 이에 따르면, 국가의 최고행정기관인 의정부와 국무를 분담하는 육조 이외에 의금부·승정원(承政院)·홍문관(弘文館)·사헌부·사간원(司諫院) 등의 특수기관과 수도(首都)를 맡아 행정·사법 양권(兩權)을 아울러 행사하던 한성부, 고려 이래 건국 초기의 서울이던 개성부(開城府) 등도 중앙관제에 속하였다. 그러나 이와 같은 여러 기관은 어느 것이나 임금에게 직접 연결되어 있어 왕권중심의 중앙집권적인 정치체제를 형성하고 있었음을 알 수 있다.
이 밖에 왕족이나 공신 등에 대해서는 따로 종친부(宗親府)·돈령부·의빈부(儀賓府)·충훈부(忠勳府) 등의 기관을 두어 우대하였다.

#### 조선 중기
명종 대에 왜구와 여진족의 침입이 잦아지자 비변사(備邊司)가 설치되었다. 비변사는 본디 지변사재상(知邊司宰相)을 중심으로 군사 업무를 협의하던 임시기구였다. 그러나 임진왜란 이후 통치 구조가 변질되어 비변사가 상설 기구화되었으며, 이로 인해 의정부는 유명무실하게 되고 그 실권은 비변사에서 장악하는 폐단이 생기게 되었다. 비변사는 고위 관료들의 합의 기관이 되어 원래의 업무였던 군사 업무외 나라의 국정을 모두 총괄하게 되었다.
비변사에는 3정승과 공조를 제외한 5조의 판서, 5군영의 각 부대대장, 유수(留守), 성균관 대제학, 그리고 군무에 능한 전직·현직 고관 등 고위관리가 대거 참여했는데, 이는 흥선대원군이 비변사를 혁파할 때까지 지속되었다.

#### 조선 후기
1864년(고종 1)에 대원군은 의정부와 비변사의 사무 한계를 규정하여 비변사는 주로 국방·치안 관계만을 맡고, 다른 사무는 일체 의정부에 넘겼다가 곧 비변사를 의정부에 통합시켰다. 그러나 점차 국내의 문제가 복잡해지자 이를 총괄하는 최고기관이 필요하게 되어 1881년(고종 18) 3월에는 청나라의 제도를 모방하여 궁중에 통리기무아문(統理機務衙門)을 설치, 그 밑에 십이사(十二司)를 두어 사무를 분담하게 하였다.

#### 갑오경장과 제도 혁파
그러다가 1894년(고종 31)의 갑오경장(甲午更張) 때에는 근본적인 개혁이 있게 되었다. 즉 이때에는 궁중(宮中)과 부중(府中)을 분리하여 궁내부(宮內府)의 둘로 나누어 의정부 밑에 다시 내무(內務)·외무(外務)·탁지(度支)·군무(軍務)·법무(法務)·학무(學務)·공무(公務)·농상무(農商務)의 8아문과 따로 군국기무처(軍國機務處)·도찰원(都察院)·중추원(中樞院)·의금사(義禁司)·회계심사원(會計審査員)·경무청(警務廳) 등의 부속기관을 두었으며, 궁내부 밑에는 다시 왕실의 여러 가지 사무를 분장하는 관청을 두었는데, 의정부 장관을 총리대신, 궁내부와 8아문의 장관을 대신(大臣)이라 하였다.
그러나 이 뒤에도 1910년의 한일합방 때까지 자주 관제의 변동이 있었다.

## 같이 보기
- 조선의 통치 기구